# Elina Chauvet
Elina Chauvet (Casas Grandes, Chihuahua, 1959) es una arquitecta y artista visual mexicana especialmente conocida por su instalación "Zapatos Rojos", un proyecto de arte en el que denuncia la violencia hacia las mujeres y el feminicidio.

## Trayectoria
Elina Chauvet estudió Arquitectura en la Universidad Autónoma de Ciudad Juárez en Chihuahua, México. Empezó en el arte de manera autodidacta y posteriormente se formó en cursos y talleres de pintura, dibujo, cerámica, gráfica, medios alternativos y fotografía. Realizó su primera exposición en 1996. Destaca en la temática de sus obras la denuncia contra la violencia hacia las mujeres.
Desde niña siempre estuvo interesada en la arquitectura y en crear objetos que imaginaba. Estudió arquitectura y comenzó como artista autodidacta; sin embargo, eventualmente tuvo la oportunidad de estudiar arte con artistas como Luis Nishizawa, Roger Von Gunten, Leñero Alberto Castro, José Castro Leñero, Luis Felipe Ortega, Kerry Vander Meer y Marianna Dellenkamp. En 1994 se autodenominó artista; ese mismo año ganó un concurso de pintura al óleo gracias al cual pudo dedicarse un año entero a la pintura y tener su primera exhibición individual en Los Mochis, Sinaloa.

### Zapatos rojos
‘Zapatos Rojos’ es el trabajo por el que es internacionalmente conocida. La instalación nació en 2009 en respuesta a la oleada de feminicidios en Ciudad Juárez en la década de 1990, su ciudad natal. Fue inspirada por la muerte de la hermana de la artista a manos de su marido. La primera instalación se presentó en una plaza de Ciudad Juárez el 22 de agosto a partir de una donación de 33 pares de zapatos. Posteriormente han organizado "réplicas" en otras ciudades de México, Argentina, Italia, Estados Unidos, Noruega, Ecuador, Canadá, y España entre otros.  En total casi medio centenar de instalaciones hasta 2015.
Chauvet ha participado en más de cuarenta exposiciones colectivas desde 1994. En 2017 su obra fue incluida en la exposición "Feminicidio en México ¡Ya Basta!" presentada en el Museo Memoria y Tolerancia de Ciudad de México.
El proyecto #RedShoes, con el apoyo del Every women treaty, tuvo lugar en masa en Ukrian y fue apoyado por el Proyecto Kesher. Cientos de mujeres publicaron fotos en las redes sociales.  Archivado el 5 de junio de 2020 en Wayback Machine.

## Premios y distinciones
- 1994  Primer lugar en el IV Salón de la Muerte, Museo del Valle del Fuerte, Los Mochis Sin.
- 1995  Mención Honorífica, V Salón de la Muerte,  Museo del Valle del Fuerte, Los Mochis Sin.
- 1996  Primer lugar en el VIII salón de la Plástica Ahórmense, Museo del Valle del fuerte, Los Mochis Sin.
- 1997  Mención Honorífica en el IX Salón de la Plástica Ahórmense, Museo del Valle del Fuerte, Los Mochis Sin.
- 2001, 2003, 2005  Menciones Honoríficas en la Octava, Novena y Décima, Bienales del Noroeste en la categoría de pintura, Museo de Arte de Sinaloa, Culiacán Sinaloa.
- 2005  Becaria con el Proyecto My and Myself , otorgada por el Festival Burningman, Black Rock City, Nevada USA.
- 2006  Becaria Foeca Edición 2005-2006, Creadores con trayectoria, Pintura, con el proyecto  “La Neta de Las Netas”.  Culiacán Sin.
- 2009  Becaria del programa para el desarrollo de la cultura infantil del Consejo Nacional Para La Cultura y las Artes, Consejo Municipal Para el Desarrollo de Las Culturas y Las Artes del Estado de Chihuahua y el programa Alas y Raíces, para el proyecto “RECICLANDO DE LA BASURA A LA ESCULTURA, realizado en la colonia Libertad en el parque Arroyo del indio, Cd, Juárez Chihuahua.
- 2010  Becaria Foeca edición 2010- 2011, Creadores con trayectoria, pintura, con el proyecto, Camelia la Tejana y su Dinastía MoNarca.
- 2012, Mención honorífica, Primera Bienal de Artes Visuales del Noroeste Antonio López Sáenz, Febrero.

## Exposiciones individuales
- 1996  Vírgenes y milagros, Casa de la Cultura, Los Mochis Sinaloa.
- 2000-2001  Corazón al filo, Exposición Itinerante por el Estado de Sinaloa.
- 2009  La Neta de las Netas, Casa de la Cultura,  Cuarto Festival Internacional Chihuahua, País invitado Brasil. Estado invitado, Sinaloa, Nuevo Casas Grandes Chihuahua.
- 2009 – 2013  Zapatos Rojos, Performance- Instalación, Arte Público. Centro de Cd. Juárez Chihuahua, Mazatlán Sin. , Culiacán Sin, México D.F. Zócalo Capitalino, Chihuahua, Chih., El Paso Texas U.S.A., Mexicali Baja California, Mex.  Trelew Chubut, Argentina, Mendoza, Argentina,  Milán,  Génova , Lecce , Turin y Bergamo, Italia.
- 2010   “1959” Obra Graáca, Centro Cultural Paquime, Museo de Las Culturas del Norte, Casas Grandes Chihuahua.
- 2010  Entre Netas y Censuras, Museo Arqueológico de Mazatlán.
- 2011   LA NETA DE LAS NETAS,  Galería Frida Kahlo, 25 de marzo al 25 de abril.  Dirección de Extensión de la Cultura, Universidad Autónoma de Sinaloa.
- 2012  LA NETA DE LAS NETAS, Museo Regional del Valle del Fuerte Abril-mayo, Instituto Sinaloense de Cultura.